# تپه پاچیا
تپه پاچیا مربوط به دوره نوسنگی - عصر برنز است و در شهرستان دلفان، بین روستای کلم بحری پائین وسرآب غضنفر واقع شده و این اثر در تاریخ ۱۲ بهمن ۱۳۸۱ با شمارهٔ ثبت ۷۱۵۵ به‌عنوان یکی از آثار ملی ایران به ثبت رسیده است.